# Beaurain British Cemetery
Beaurain British Cemetery is een Britse militaire begraafplaats met gesneuvelden uit de Eerste Wereldoorlog, gelegen in de Franse gemeente Beaurain (Noorderdepartement). De begraafplaats werd ontworpen door William Cowlishaw en ligt in het veld op 110 m ten noorden van de kerk. Ze heeft een onregelmatig grondplan met een oppervlakte van 465 m² en wordt omgeven door een natuurstenen muur. De toegang bestaat uit een smeedijzeren hek tussen witte stenen muurtjes en het Cross of Sacrifice staat in het noordelijkste deel van de begraafplaats. Het terrein is vanaf de straat bereikbaar via een graspad van 125 m. 
Er liggen 57 Britten begraven waaronder 1 niet geïdentificeerde.
De begraafplaats wordt onderhouden door de Commonwealth War Graves Commission.

## Geschiedenis
Beaurain werd op 23 oktober 1918 door eenheden van de 5th Division veroverd. De begraafplaats werd in de twee weken volgend op de verovering van het dorp aangelegd. Ruim de helft van de slachtoffers behoorden bij het King's Royal Rifle Corps.

## Onderscheiden militairen
- Arthur Norman Usher, luitenant bij de Royal Fusiliers werd tweemaal onderscheiden met het Military Cross (MC and Bar).
- H.L.E. De La Bertouche, compagnie sergeant-majoor bij het King's Royal Rifle Corps werd onderscheiden met de Distinguished Conduct Medal (DCM).
- onderluitenant Ernest L. Carter, de korporaals S. Williams, William J. Farr en Leonard Green, de schutters William L. Cork en Alfred H. Groves, de soldaten R.P. Chapman en Frederick C. Hicks werden onderscheiden met de Military Medal (MM). Sergeant Robert G. Williams ontving tweemaal de Military Medal (MM and Bar).